# Tweede Kamerverkiezingen 2023/Kandidatenlijst/Partij voor de Dieren
Dit is de kandidatenlijst voor de Tweede Kamerverkiezingen van 2023 van de Partij voor de Dieren zoals die op 13 oktober 2023 is vastgesteld door de Kiesraad.

## De lijst
- vet: verkozen
- schuin: voorkeurdrempel overschreden

1. Esther Ouwehand, 's-Gravenhage - 160.460 stemmen
2. Ines Kostić, Hilversum - 15.232
3. Christine Teunissen, 's-Gravenhage - 7.722
4. Frank Wassenberg, Sittard-Geleen - 3.618
5. Eva Akerboom, Lisse - 7.064
6. Lammert van Raan, Amsterdam - 2.150
7. Martine van Schaik, Leiden - 4.359
8. Anna Krijger, Amsterdam - 9.142
9. Pascale Plusquin, Heerlen - 2.143
10. Pieter Groenewege, Dordrecht - 670
11. Maarten van Heuven, Utrecht - 576
12. Falco van Hassel, Wageningen - 740
13. Rosalie Bunnik, Gouda - 1.528
14. Hanneke Schmeets, 's-Gravenhage - 544
15. Kıvılcım Pınar, Alkmaar - 1.406
16. Malcolm Jones, Leiden - 696
17. Janette Bosma, Groningen - 3.329
18. Robert Barker, 's-Gravenhage - 147
19. Kjell van Wijlandt, Almere - 225
20. Jesseka Batteau, Woudenberg - 456
21. Jaap Hollebeek, Oostzaan - 206
22. Iris Dicke, Amsterdam - 593
23. Bart Salemans, Nijmegen - 481
24. Freek Bersch, Utrecht - 150
25. Frank de Gram, Nijmegen - 249
26. Lotte Krediet, Amsterdam - 549
27. Dave de Vos, Amsterdam - 588
28. Myra van der Velde, Culemborg - 413
29. Carla van Viegen, Pijnacker-Nootdorp - 236
30. Leonie Gerritsen, 's-Gravenhage - 396
31. Marjolijn Veenstra, Almere - 318
32. Anne-Miep Vlasveld, Tilburg - 763
33. Trees Janssens, Middelburg - 460
34. Pinar Coşkun, Rotterdam - 909
35. Lester van der Pluijm, Culemborg - 111
36. Siska Peeks, Assen - 434
37. Cynthia Pallandt, Breda - 524
38. Wesley Pechler, Groningen - 312
39. Janneke van Lierop, Breda - 355
40. Vivianne Spruit, Castricum - 466
41. Bart Kuijer, Beuningen - 101
42. Gaby Markandu, Zwolle - 1.010
43. Joeri Oudshoorn, 's-Gravenhage - 60
44. Radjan Hanoeman, Arnhem - 408
45. Eileen Samshuijzen, 's-Hertogenbosch - 500
46. Menno Brouwer, Burgum - 308
47. Suzanne Onderdelinden, Delft - 295
48. Jaap Rozema, Rotterdam - 271
49. Sabrina van de Peppel, Hoogvliet Rotterdam - 363
50. Xenia Minnaert, Utrecht - 1.112

2003 · 2006 · 2010 · 2012 · 2017 · 2021 · 2023
VVD · D66 · GroenLinks-PvdA · PVV · CDA · SP · Forum voor Democratie · Partij voor de Dieren · ChristenUnie · Volt · JA21 · SGP · DENK · 50PLUS · BBB · BIJ1 · Piratenpartij - De Groenen · BVNL / Groep Van Haga · Nieuw Sociaal Contract · Splinter · Libertaire Partij · LEF - Voor de Nieuwe Generatie · Samen voor Nederland · Nederland met een PLAN · PartijvdSport · Politieke Partij voor Basisinkomen